# AYACA
AYACA（アヤカ）は、日本の女性歌手。2013年頃より、京都を中心にライブ活動をスタート。NARF RECORDSより2017年シングル「JOURNEY」をリリース。まっすぐ綺麗な声と独特の揺れ感が持ち味であり、4オクターブの音域の持ち主。

## 略歴
- 2017年にシングル「JOURNEY」をリリース。

## ディスコグラフィー

### シングル
| 枚  | 発売日         | タイトル |
| --- | -------------- | -------- |
| 1st | 2017年11月11日 | JOURNEY  |

## 参加作品
いきものがかり
「うれしくて／ときめき」
（収録楽曲「うれしくて」にて、コーラスを担当。）